# Santa Magdalena de Blancafort
Santa Magdalena de Blancafort és una església barroca de Blancafort (Conca de Barberà) inclosa a l'Inventari del Patrimoni Arquitectònic de Catalunya.

## Arquitectura
És un edifici de planta rectangular d'una sola nau amb capelles laterals entre els contraforts (35m de llarg per 11m d'amplada; 17m les capelles). Adossades als contraforts hi ha pilastres i contrapilastres en un perfecte ordre corinti; aguanten la volta de canó amb llunetes. L'estructura, malgrat la barroca volta de canó i l'ordre clàssic, resulta la més tradicional del gòtic català degut a l'esveltesa i amplària de la nau. Les capelles laterals són molt poc fondes i són molt baixes. Al peu de la nau, ocupant el primer tram, s'aixequen: el rerecor sobre una volta rebaixada, el campanar i el baptisteri. El frontispici, tot ell de pedra picada, component amb el campanar, és magnífic i d'un disseny clàssic molt acurat: dos parells de pilastres formant dos pisos suporten un frontó triangular que recull tota l'amplada de la nau. Centrant la composició hi ha l'esvelta porta de punt rodó flanquejat per dos parells de columnes corínties estriades i amb pedestals i frontó curvilini trencat. El campanar, tot de pedra, emergeix molt massís de l'angle dret formant torre vuitavada amb vuit finestrals.
La façana no planteja solucions estructurals, sinó que cerca l'interès en la portada, que es planteja com un retaule arquitectònic amb dobles columnes exemptes sobre un important basament i un àtic precedit per una cornisa amb volutes, centrat per una fornícula.

## Història
El contracte per construir el temple porta data de 3 de juny de 1793 i fou pactada entre la vila i els mestres de cases Pere Joan Abelló d'Almoster i Aleix Thomàs de l'Espluga de Francolí. Per finançar-la fou imposat un vintè sobre les collites a tot el poble; s'acaba en sis anys.